# Gawain

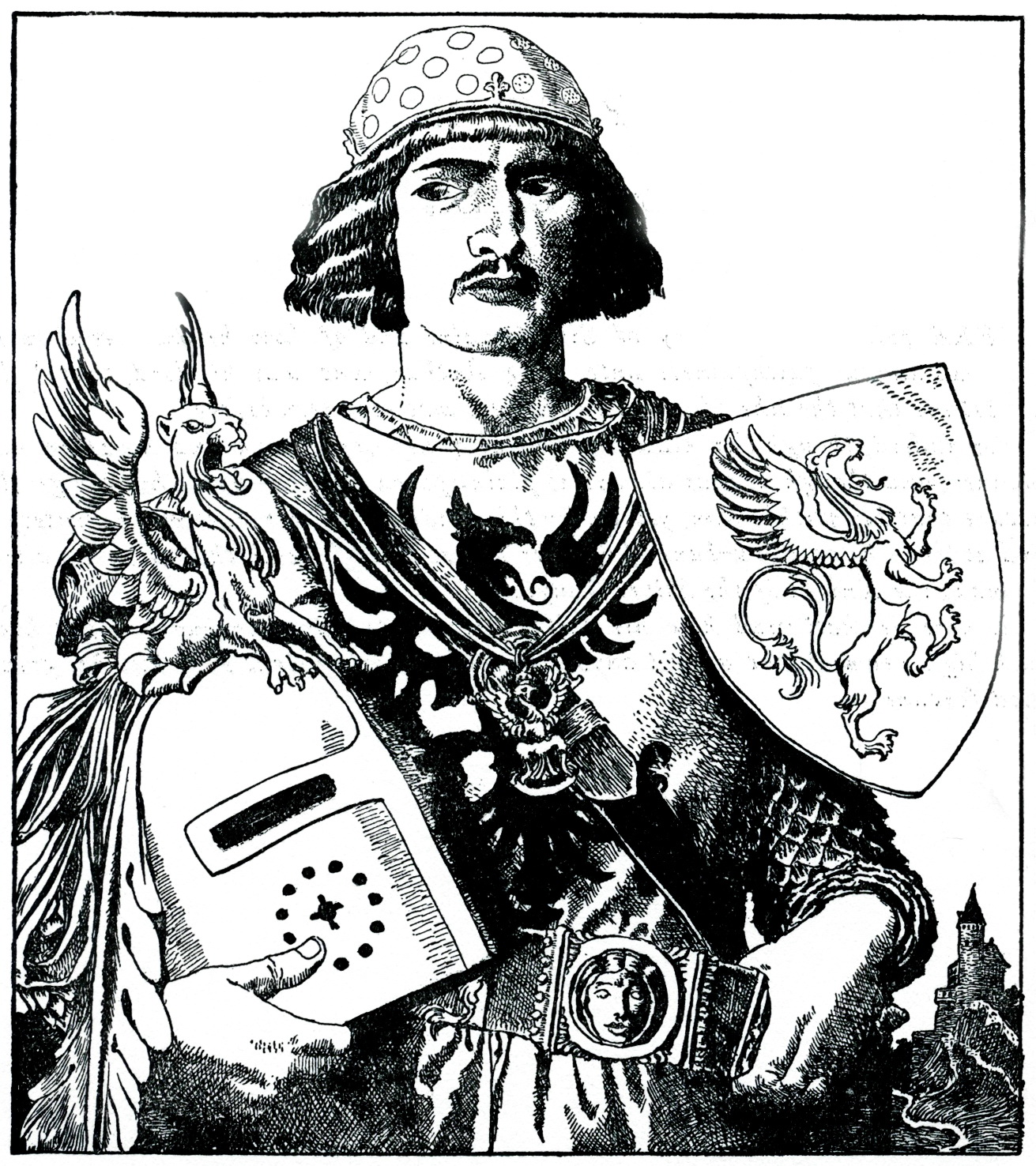
Gawain i en illustration av Howard Pyle.

Gawain är en av riddarna vid kung Arturs hov och dessutom kungens systerson i Arturlegenden. På kymriska heter han Gwalchmai ap Gwyar, vilket antingen betyder månaden majs hök eller fältets hök.
Den första gången Gawain nämns är i den walesiska sagan Culwch ag Olwen som antagligen är skriven någon gång på 1000-talet. Dock är det enbart ett stycke i början som ägnas åt Gawain. Hans namn förekommer även i ett par triader. 
Det är först med Geoffrey of Monmouths De brittiska kungarnas historia som han får större uppmärksamhet. I Geoffreys pseudohistoria så är Gawains mamma Anna syster till kung Artur och hon är gift med Llev ap Kevarch (senare Lot av Lothian) som i sin tur är bror till Urien av Rheged. Gawain är bror till Mordred, den som till slut förråder kung Artur. I senare versioner heter Gawains och Mordreds mamma ofta Morgause. 
Urien har även en son Owein (Yvain i franska och engelska legender), och Owein och Gawain är nära förknippade i alla senare walesiska sagor. Likheten mellan deras namn gör att vissa forskare till exempel J.R.R. Tolkien menar att legenderna om Gawain kommer från vad som i dag utgör Cumbria i norra England, där kungadömet Rheged låg under 500-talet. Dessa sagor kom ungefär samtidigt till Wales och England.
Synen på Gawain varierar i olika länders sagor. I England och Wales är han den bäste riddaren och en allmän förebild, vilket framför allt framträder i riddarromanen Sir Gawain och den gröne riddaren från 1400-talet. 
Den franske Gawain används däremot som skurk, han blir ofta osmickrande jämförd med sagans hjälte. I Morte d'Arthur har Thomas Malory använt sig av en Gawain som mer lutar åt den franska traditionen. Här har även Gawain fått sällskap av fyra bröder, Agravain, Gaetris och Gareth samt sin elake halvbror Mordred. Sedan Lancelot dräpt Gaetris och Gareth leder stridigheterna mellan Gawain, som får med sig kung Artur, och Lancelot till slutet för både kung Artur, Gawain och Mordred.